# Abel Sánchez (película)
Abel Sánchez es una adaptación cinematográfica del año 1946 de la conocida novela homónima de Miguel de Unamuno del mismo título publicada en 1917, que versa sobre el odio entre dos amigos de la infancia, Joaquín y Abel, enfrentados por su amor a la prima de Joaquín.

## Premios
3.ª edición de las Medallas del Círculo de Escritores Cinematográficos
| Categoría    | Nominados         | Resultado |
| ------------ | ----------------- | --------- |
| Mejor música | Jesús García Leoz | Ganador   |